# Linda Martín Alcoff
Linda Martín Alcoff (Panamá, 25 de julio de 1955) es una filósofa panameña y es especialista en epistemología, feminismo, teoría de la raza, existencialismo y filosofía latinoamericana.
Desde 2012 hasta 2013, fue la presidenta de la Asociación Filosófica Estadounidense (AFE), División Este. Alcoff ha pedido una mayor inclusión de los grupos históricamente subrepresentados en la filosofía y señala que los filósofos de estos grupos han creado nuevos campos de investigación, incluyendo la filosofía feminista, la teoría crítica de la raza y la filosofía LGBTQ. Para ayudar a dirigir estos problemas, con Paul Taylor y William Wilkerson, empezó la Guía Pluralista para la Filosofía. Fue reconocida como Mujer Distinguida en Filosofía en 2005 por la Sociedad de Mujeres en Filosofía y por la AFE. Empezó a dar clases en el Colegio Hunter y en la Universidad de la Ciudad de Nueva York a principios de 2009, después de enseñar por varios años en la Universidad Syracuse. En febrero del 2018, se le dio el puesto de Presidenta de la Junta Directiva de Hypatia, Inc., la organización sin ánimos de lucro que es dueña de la Revista de Filosofía Feminista Hypatia. Trabaja actualmente como filósofa en la Universidad de la Ciudad de Nueva York.

## Primeros años y educación
Alcoff nació en Panamá. Ella y su hermana se mudaron a los Estados Unidos cuando eran niñas, y crecieron en Florida. Alcoff obtuvo una Licenciatura con Honores en filosofía en la Universidad Estatal de Georgia en 1980 y una maestría, también en filosofía, en 1983. Realizó su doctorado en la Universidad de Brown, hecho bajo la dirección de Ernest Sosa, Martha Nussbaum y Richard Schmitt, recibiéndolo de esta manera en 1987. 

## Educación y carrera
Alcoff durante un año ejerció el cargo de Profesora Asistente de Filosofía en el Colegio Kalamazoo. Luego decide trabajar en la Universidad Syracuse, donde enseñó por los siguientes 10 años. Principalmente era Profesora Asistente en 1995 y luego fue promovida, pasando a ser Profesora Titular en 1999. También aceptó ser Profesora Invitada en la Universidad Cornell (desde 1994 hasta 1995), Universidad Aarhus en Dinamarca (en noviembre de 1999), Universidad Atlántica de Florida (otoño del año 2000) y en la  Universidad Brown (primavera de 2001). Fue Profesora de Filosofía y Estudios de la Mujer en la Universidad Estatal de Nueva York en Stony Brook durante el año académico 2002-2003. En el 2009, empezó a ser Profesora de Filosofía en el Colegio Hunter  y en el CUNY Graduate Center.
Alcoff ha recibido varios honores o premios, incluyendo un doctorado honorario de la Universidad de Oslo en septiembre del 2011, ha ganado el Premio Frantz Fanon de la Asociación Filósofa Caribeña en 2009 por su libro Visible Identities: Race, Gender and the Self, ha sido reconocida como una Mujer Distinguida en Filosofía por la Sociedad de Mujeres en Filosofía en 2005 y fue catalogada en el 2006 como una de las 100 Personas Hispanas más Influyentes según la revista Hispanic Business.

## Áreas de investigación y publicaciones
Alcoff ha investigado ampliamente sobre temas como la violencia sexual, la política de la epistemología, la identidad de género y raza, y temas latinos. Ha sido la autora de 3 libros: Real Knowing : New Versions of Coherence Theory, publicado en 1996, Visible Identities: Race, Gender and the Self, publicado en 2006 y The Future of Whiteness, publicado en 2015. Ha editado 10 volúmenes, escrito un gran número de artículos revisados por pares y contribuyó con varios libros, enciclopedias y entradas.
Visible Identities: Race, Gender and the Self intentó ofrecer un relato unificado de la identidad social uniendo su trabajo anterior en epistemología, metafísica y las políticas de etnicidad, raza y género. En ello, Alcoff sugirió que la ubicación geográfica tiene implicaciones más significativas para la identidad social que aquellas transmitidas por otros contribuyentes a la identidad (aunque no ve esas implicaciones como deterministas).

### Otras publicaciones
- Alcoff, Linda (1988), "Cultural feminism versus post-structuralism: the identity crisis in feminist theory" (Feminismo cultural versus posestructuralismo: la crisis de identidad en la teoría feminista), in Nicholson, Linda, The second wave: a reader in feminist theory , New York: Routledge, pp. 330–355
- Alcoff, Linda; Kittay, Eva (2006). "The Blackwell guide to feminist philosophy" (La guía de Blackwell a la filosofía feminista). Malden, Massachusetts Oxford: Blackwell Publishing.